# Ора (Оренбургская область)
Ора — село в городском округе город Орск Оренбургской области.

## География
Находится на северном берегу главной протоки реки Орь на расстоянии примерно 6 километров по прямой на восток-юго-восток от центра города Орск. Административно относится к Советскому району Орска.

## Климат
Климат континентальный с тëплым летом, холодной зимой и недостаточным увлажнением в течение года. Среднемесячная температура наиболее холодного месяца (января) — 16,4о, наиболее тëплого (июля) — 21,3о. Абсолютный максимум температуры составляет — 42о, абсолютный минимум — 44о. Продолжительность безморозного периода 132 суток. В течение года преобладают западные направления ветра. Зимой возрастает роль юго-западных и северо-восточных ветров, летом—северо-западных и северных направлений. Среднегодовая скорость ветра 8,8 м/сек. В течение года наблюдается около 20 дней с туманом.

## История
Возникло из бывшего аула "Ора". В XV веке река Орь называлась: «Вор». Затем стала называться по-казахски — Орь, что означает: канава, ров. В советское время на землях аула был создан колхоз «Ора». В 1980- е годы здесь было создано подсобное хозяйство Орского мясоконсервного комбината. До 20 октября 1988 года входило в состав Новоорского района.

## Население
Постоянное население составляло 364 человека в 2002 году (русские 37 %, казахи 43 %), 400—в 2010 году.